# Arthur Frank Friend Thomas
Arthur Frank Friend Thomas, britanski general, * 1897, † 1987.